# Her Majesty (披頭四歌曲)
《Her Majesty》是由英國搖滾樂團披頭四成員保羅·麥卡尼作詞作曲、收錄於專輯《艾比路》的1969年歌曲。（作品上是以藍儂-麥卡尼的名義發表）

## 歌曲概要
此歌曲長度僅23秒，為披頭四所創作的所有歌曲中最短的一首作品。歌名的意義為「女王陛下」。
《Her Majesty》原先被計劃插入在《艾比路》專輯裡歌曲《Mean Mr. Mustard》及《Polythene Pam》的中間，之後因保羅·麥卡尼不滿意錄製的結果而請錄音室工程師約翰·柯蘭德（John Kurlander）將初錄的《Her Majesty》這一段剪掉。雖然約翰·柯蘭德之後不小心將《Mean Mr. Mustard》最後結束的爆音、連同《Her Majesty》的段落一同剪掉，但麥卡尼當時未將此一事放在心上。而因當時披頭四所屬的唱片公司EMI禁止隨意損毀與披頭四相關的錄音作品，使得與《Mean Mr. Mustard》結束的爆音接在一起的《Her Majesty》錄音帶保留了下來。之後麥卡尼喜歡上這個因錄音出錯所弄出的意外效果版本，而加入為《艾比路》專輯的正式曲目內容。
《Her Majesty》在专辑中放到了最后的位置，也就是被设定在在上一首歌《The End》结尾的14 秒空白后播放，但这一点并未标注在专辑封套上和内页中。它被认为是摇滚乐中第一个含有“隐藏曲目”的例子。

## 录音
1969年7月2日，也就是在披头士们开始制作“Golden Slumbers / Carry That Weight”之前，这首歌就开始进行录制。麦卡特尼一边唱歌一边弹奏指弹原声吉他作为伴奏。在7月30日便提出了将其放在阿比路项目之外的决定。
这首小短歌只有23秒，不过披头士乐队还在Get Back会议期间录制了更长的即兴版本。
在这首歌中，这位主人公正在盘算着他有朝一日能够追到女王的想法。

## 歌曲结构
歌曲开头出现的响亮的和弦是《Mean Mr. Mustard》的结尾，而《Her Majesty》也缺少了最后一个和弦，因为它最后的一个音符则留在了《Polythene Pam》的开头。麦卡特尼对库兰德的“惊喜效应”赞不绝口，而这首歌无意间变得更接近 LP。这首歌没有列在原始黑胶唱片的封套上，因为它们已经印出来了；然而，在重印的袖子上，它被列出了。CD 版更正了这一点。
CD 版本还模仿了原始LP版本，因为 CD 包含在“The End”之后紧接着“Her Majesty”开始播放之前的 14 秒长的沉默。数字版本还包括在“The End”之后长达 14 秒的沉默。
“Her Majesty”长达 23 秒，是披头士乐队曲目中最短的歌曲（对齐同一张专辑中的“ I Want You (She's So Heavy) ”，除了“ Revolution 9 ”之外，他们最长的歌曲是长达 8:22 的 I Want You (She's So Heavy) 。
2009 年 10 月，MTV Networks为视频游戏The Beatles: Rock Band发布了歌曲的可下载版本（以及整张专辑），让玩家能够演奏缺失的最后一个和弦。Apple Corps授予了对开发该游戏的Harmonix Music Systems进行此更改和其他更改的权利。这一改动引起了一些粉丝的争议，他们更喜欢录制版本的未解决结局。
在五十周年“超级豪华版”中有一首附赠曲目“The Long One”，其中包括试编和第一次制作的混音曲目，“Her Majesty”位于“Mean Mr. Mustard”和“Polythene Pam”之间”。

## 现场演出
麥卡尼曾在2002年慶祝伊麗莎白二世上任50週年慶時表演這首歌。而麥卡尼亦表示過在他還是小男孩時曾對當時年輕的伊麗莎白二世有所著迷。

## 演奏成員
- 保羅·麥卡尼：主唱、木吉他